# Haut-parleur à pavillon
Un haut-parleur à pavillon est un haut-parleur ou un élément de haut-parleur qui utilise un pavillon acoustique pour augmenter l'efficacité globale du ou des éléments d'entraînement. Une forme courante (figure à droite) consiste en un moteur à chambre de compression qui produit des ondes sonores à l'aide d'un petit diaphragme métallique mis en vibration par un électroaimant, fixé à un pavillon, un conduit évasé pour conduire les ondes sonores à l'air libre. Un autre type est un haut-parleur de graves monté dans une enceinte de haut-parleur qui est divisée par des cloisons internes pour former un conduit évasé en zigzag qui fonctionne comme un pavillon ; ce type est appelé haut-parleur à pavillon replié. Le pavillon sert à améliorer l'efficacité du couplage entre le haut-parleur et l'air. Le pavillon peut être considéré comme un  « transformateur acoustique » qui assure l'adaptation d'impédance entre le matériau relativement dense du diaphragme et l'air moins dense. Il en résulte une plus grande puissance de sortie acoustique pour un haut-parleur donné.
La partie étroite du pavillon située proche du haut-parleur est appelée "gorge" et la grande extrémité, la plus éloignée du haut-parleur, est appelée « bouche » . La couverture angulaire (diagramme de rayonnement) du pavillon est déterminée par la forme et l'évasement de la bouche. L'un des principaux problèmes des haut-parleurs à pavillon est que le diagramme de rayonnement varie avec la fréquence ; le son à haute fréquence a tendance à être émis en faisceaux étroits avec une mauvaise performance en dehors de l'axe principal. Des améliorations significatives ont été apportées, à commencer par le pavillon à « directivité constante » inventé en 1975 par Don Keele (en).
Le principal avantage des haut-parleurs à pavillon est qu'ils sont plus efficaces ; ils peuvent généralement produire environ 3 fois (10 dB),, plus de puissance sonore qu'un haut-parleur conique à partir d'une sortie d'amplificateur donnée. Par conséquent, les pavillons sont largement utilisés dans les systèmes de sonorisation, les mégaphones et les systèmes de sonorisation pour les grandes salles comme les théâtres, les auditoriums et les stades de sport. Leur inconvénient est que leur réponse en fréquence est plus irrégulière en raison des pics de résonance, et que les pavillons ont une fréquence de coupure en dessous de laquelle leur réponse chute. (La fréquence de coupure correspond à la longueur d'onde égale à la circonférence de la bouche du pavillon). Pour obtenir une réponse adéquate aux basses fréquences, les haut-parleurs à pavillon doivent être très grands et encombrants, ils sont donc plus souvent utilisés pour les moyennes et hautes fréquences. Les premiers haut-parleurs pratiques, introduits au début du XXe siècle, étaient des haut-parleurs à pavillon. En raison du développement, au cours des dernières décennies, des haut-parleurs à cône, qui ont parfois une réponse en fréquence plus plate, et de la disponibilité d'amplificateurs peu coûteux, l'utilisation des haut-parleurs à pavillon dans les systèmes audio haute fidélité a diminué au cours des dernières décennies.

## Fonctionnement

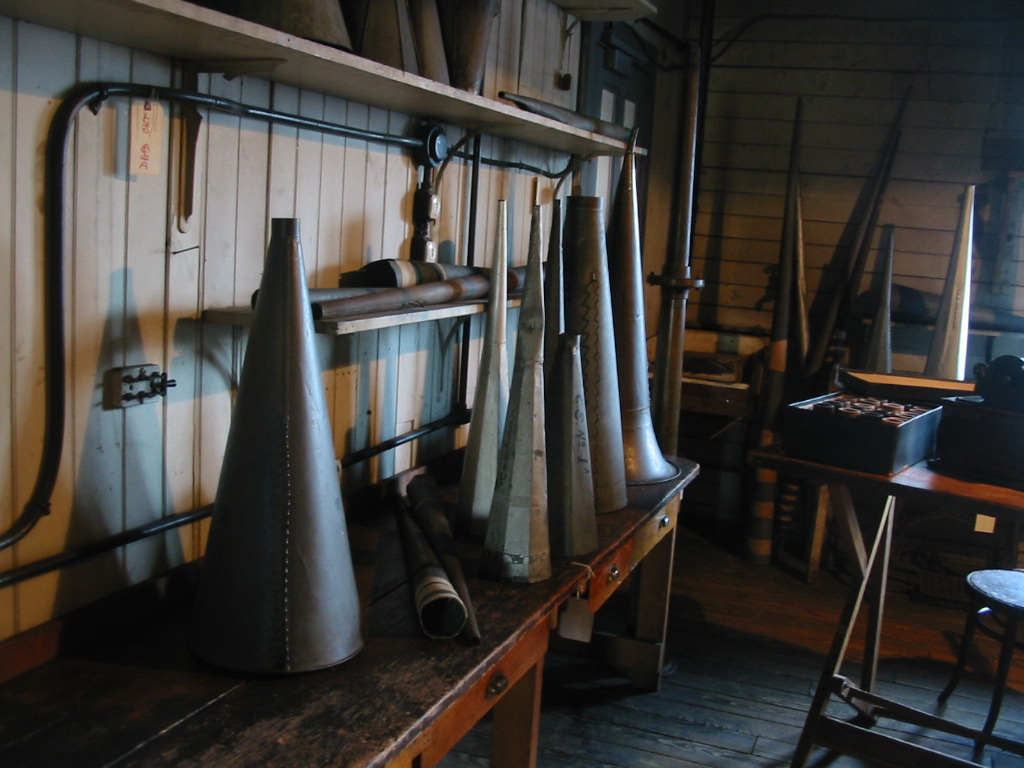
Divers prototypes de pavillons dans le laboratoire de Theo Wangemann, le concepteur en chef des cornets de Thomas Edison. De 1888 à 1925 environ, un pavillon était utilisé pour concentrer les ondes sonores lors de l'enregistrement sur des cylindres phonographiques, et un autre pavillon était utilisé pour amplifier les enregistrements lors de la lecture.

Un pavillon acoustique convertit de grandes variations de pression avec une petite surface de déplacement en une faible variation de pression avec une grande surface de déplacement et vice versa. Il y parvient grâce à l'augmentation progressive, souvent exponentielle, de la section transversale du pavillon. La petite section transversale du col limite le passage de l'air et présente donc une impédance acoustique élevée au conducteur. Cela permet au haut-parleur de développer une pression élevée pour un déplacement donné. Par conséquent, les ondes sonores au niveau du col sont de haute pression et de faible déplacement. La forme effilée du pavillon permet aux ondes sonores de se décompresser progressivement et d'augmenter leur déplacement jusqu'à ce qu'elles atteignent la bouche où elles ont une faible pression mais un grand déplacement.

## Historique de la technologie

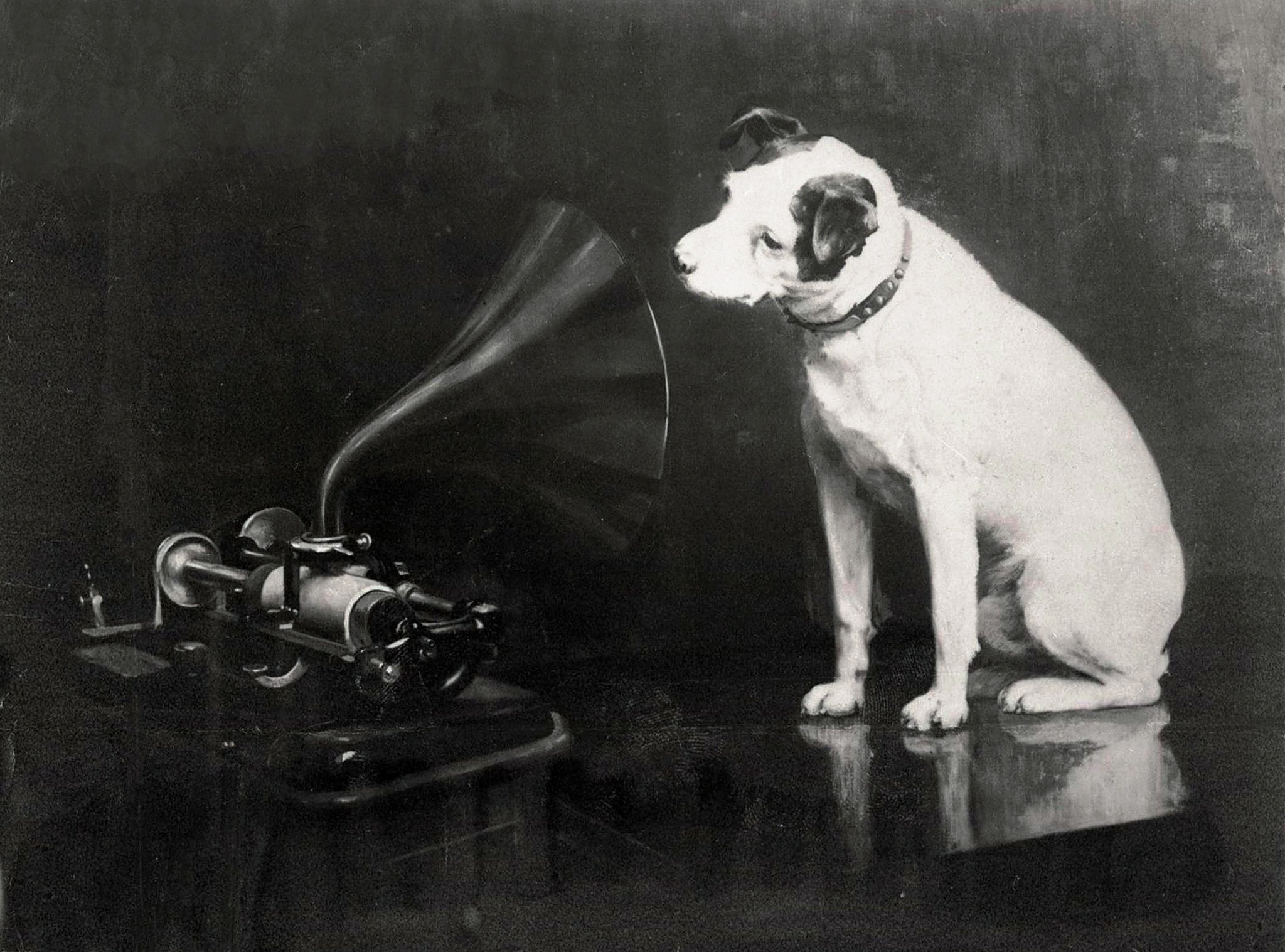
Francis Barraud, peinture originale de Nipper regardant dans un phonographe à cylindre de Edison Bell.

La physique (et les mathématiques) du fonctionnement des pavillons ont été développées pendant de nombreuses années, atteignant une sophistication considérable avant la Seconde Guerre mondiale. Les premiers haut-parleurs à pavillon les plus connus étaient ceux des phonographes mécaniques, où le disque déplaçait une lourde aiguille en métal qui excitait les vibrations d'un petit diaphragme (en) métallique qui servait de moteur à un pavillon. Un exemple célèbre est le pavillon par lequel Nipper le chien RCA entendait la voix de son maître. Le pavillon améliore la charge et obtient ainsi un meilleur « couplage » de l'énergie du diaphragme dans l'air, et les variations de pression deviennent donc plus faibles à mesure que le volume se dilate et que le son monte dans le pavillon. Ce type d'adaptation mécanique de l'impédance était absolument nécessaire à l'époque de la reproduction sonore préélectrique pour obtenir un niveau sonore utilisable. 

### Porte-voix

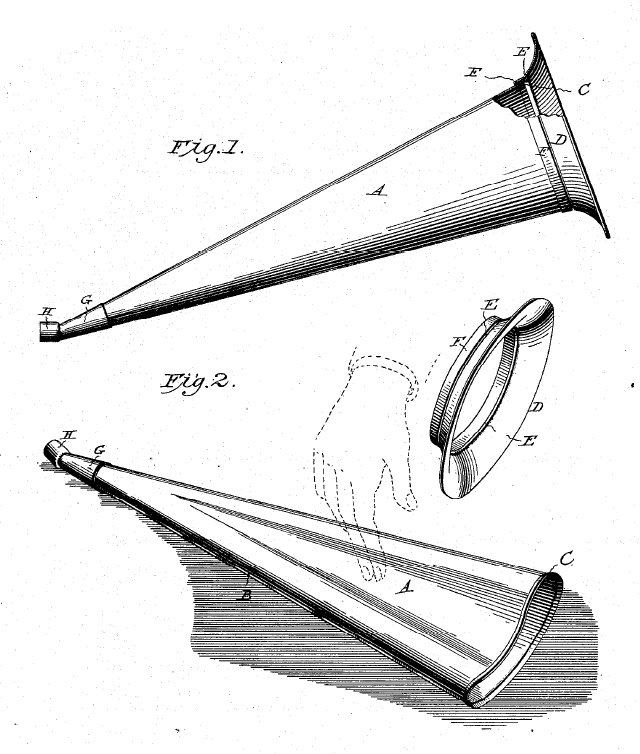
Un Porte-voix conique pliable avec un pavillon évasé amovible. Ce pavillon a été breveté en 1901 pour la lecture des disques de gramophone.

Le porte-voix, un simple cône fait de papier ou d'un autre matériau flexible, est le pavillon acoustique le plus ancien et le plus simple, utilisé avant les haut-parleurs comme amplificateur acoustique passif pour les phonographes mécaniques et pour la voix humaine ; il est encore utilisé par les pom-pom girls et les sauveteurs. Comme la forme de la section conique décrit une partie d'une sphère parfaite de son rayonné, les cônes n'ont aucune distorsion de phase ou d'amplitude du front d'onde . Les petits pavillons utilisés dans les phonographes et comme haut-parleurs n'étaient pas assez longs pour reproduire les basses fréquences de la musique ; ils avaient une fréquence de coupure élevée qui atténuait les deux octaves inférieures du spectre sonore, donnant au mégaphone un son tinté caractéristique. 

### Pavillon exponentiel

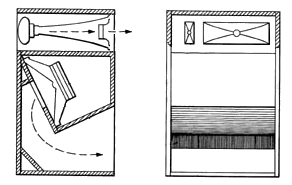
Haut-parleur à trois voies Klipsch de la fin des années 1970 employant un pavillon exponentiel différent à chaque bande passante

Le pavillon exponentiel possède une propriété de charge acoustique qui permet au haut-parleur de rester équilibré en niveau de sortie sur toute sa gamme de fréquences. Les avantages de cette conception ont été publiés pour la première fois par C.R. Hanna et J. Slepian en 1924 pour l'American Institute of Electrical Engineers (AIEE). Un inconvénient majeur est que le pavillon exponentiel permet un rétrécissement du diagramme de rayonnement au fur et à mesure que la fréquence augmente, ce qui donne un « rayonnement » de haute fréquence sur l'axe et un son terne hors de l'axe. Une autre préoccupation est qu'un col de petit diamètre est nécessaire pour une efficacité élevée aux hautes fréquences, mais qu'un col plus large est meilleur pour les basses fréquences. Une solution commune est d'utiliser deux ou plusieurs pavillons, chacun avec la taille de gorge, la taille de bouche et le taux d'évasement appropriés pour la meilleure performance dans une gamme de fréquences sélectionnée, avec un chevauchement suffisant entre les gammes de fréquences pour fournir une transition douce entre les pavillons. Une autre solution essayée à la fin des années 1930 par Harry F. Olson (en) de RCA consistait à utiliser plusieurs taux d'évasement exponentiels, soit en connectant en série des cornets de plus en plus grands, soit en subdivisant l'intérieur d'un seul cornet. Les pavillons exponentiels continuent d'être utilisés par certains concepteurs, et dans certaines applications. 

#### Pavillon multicell

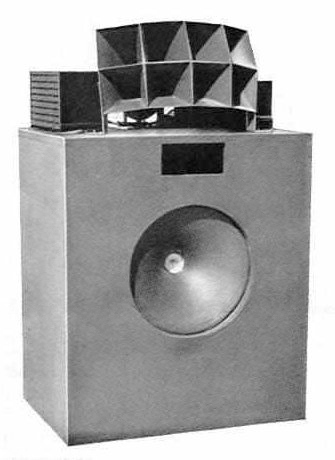
Pavillon multicellulaire haute fréquence modèle 808 (en haut) et woofer à cône modèle 815 (en bas) de Lansing

Un certain nombre de pavillons symétriques, à dispersion étroite, généralement exponentiels, peuvent être combinés dans un réseau piloté par un seul pilote pour produire des pavillons multicellulaires. Breveté en 1936 par Edward C. Wente de Western Electric Company, les pavillons multicellulaires sont utilisés dans les haut-parleurs depuis 1933 pour résoudre le problème de la directivité aux fréquences supérieures, et ils fournissent une excellente charge en basse fréquence. Leur contrôle directionnel commence à rayonner à la fois verticalement et horizontalement au milieu de leur gamme de fréquences cible, se rétrécissant davantage aux hautes fréquences avec des changements de niveau aussi importants que 10 dB entre les lobes. Les pavillons multicellulaires sont complexes et difficiles à fabriquer et ont donc un coût associé plus élevé. Ils ont persisté dans les applications de sonorisation pendant de nombreuses années parce que, même avec leurs défauts, ils sonnaient très bien, et le font encore avec une conception compétitive. Le pilote coaxial révolutionnaire, les Altec Lansing Duplex (en). 601 et 604, a utilisé un pavillon multicellulaire pour sa composante haute fréquence de 1943 à 1998. 

#### Pavillon radial, sectoriel, et diffraction
Les pavillons radiaux ont deux surfaces basées sur un taux d'évasement exponentiel, et deux parois droites qui déterminent le motif de sortie. Le pavillon radial présente une partie du rayonnement du pavillon exponentiel. Les pavillons sectoriels d'Altec étaient des pavillons radiaux avec des ailettes placées dans la bouche du pavillon dans le but déclaré de contrôler le motif. Pour faciliter le montage sur les enceintes, des pavillons radiaux à front plat ont été utilisés, par exemple par Community dans leur pavillon haute fréquence SQ 90. Le pavillon de diffraction ou "Smith" de JBL était une variation de la conception radiale, utilisant une très petite dimension verticale à l'embouchure comme méthode pour éviter le rayonnement horizontal dans les moyennes fréquences des pavillons radiaux qui ont une plus grande dimension verticale à l'embouchure.
Le pavillon à diffraction a été populaire dans les conceptions de moniteurs et pour les applications de sonorisation en champ proche qui bénéficient de son motif de dispersion horizontale large. De manière contre-intuitive, la dimension verticale étroite a fourni un motif de sortie vertical expansif approchant 90° pour les fréquences d'une longueur d'onde égale à la dimension verticale étroite . Une très petite version du pavillon à diffraction a été conçue en 1991 dans le transducteur ultra-haute fréquence JBL modèle 2405H, donnant un diagramme de sortie de 90° x 35° à 20 kHz.

### Pavillon Tractrix
Le pavillon Tractrix (en mathématiques tractrice) est très similaire à de nombreux égards au pavillon exponentiel et a gagné des adhérents parmi les amateurs de pavillons DIY, les amateurs audiophiles et certains fabricants. Il utilise une formule de courbe dérivée en supposant qu'une tangente à tout point de la courbe interne du pavillon atteindra l'axe central du pavillon avec un segment de ligne de longueur définie. À l'embouchure, le segment de ligne tangent devient perpendiculaire à l'axe et décrit le rayon de l'embouchure. Ce concept de pavillon a été étudié par Paul G. A. H. Voigt (de) au milieu des années 1920 et breveté en 1927. La taille du pavillon tracté est générée en spécifiant la "coupure" ou la limite de basse fréquence souhaitée, ce qui déterminera le diamètre de la bouche. Deux améliorations progressives par rapport au cornet exponentiel incluent un support légèrement meilleur pour l'extension de basse fréquence et un modèle de couverture de haute fréquence un peu plus large.

### Pavillon à directivité constante
En mai 1975, pour résoudre les problèmes de changement de largeur de faisceau à différentes fréquences, D. Broadus "Don" Keele, Jr. (en) de Electro-Voice (en) a introduit un pavillon hybride avec un taux d'expansion exponentiel près de la gorge, suivi d'une section d'expansion conique et se terminant par une bride s'évasant rapidement à la bouche.
Le rebord à l'embouchure a résolu certains problèmes de lobes secondaires à des fréquences plus élevées. Don Keele a spécifié dans une version de sa conception un évasement horizontal plus large pour le contrôle du modèle approprié à des fins de sonorisation. L'article de Keele a établi les relations entre la taille de la bouche, la fréquence et l'angle de couverture, fournissant une base pour de nombreux développements futurs de la conception des pavillons. Un problème rencontré avec les cornets à directivité constante (DC) est que le modèle de couverture horizontale ne peut pas être réduit sans rendre le modèle de couverture verticale trop petit pour être utile. 

#### Pavillon Mantaray
À la suite des travaux de Keele et en utilisant ses principes, Clifford A. Henricksen (en) et Mark S. Ureda d'Altec ont conçu un pavillon hybride remarquablement différent affichant des traits de directivité constante, le pavillon à diffraction horizontale ou "Mantaray", . Le pavillon de Mantaray sépare le modèle de couverture vertical souhaité de l'horizontal, ce qui permet de concevoir des pavillons pour une variété de modèles de couverture. La forme de Mantaray commence par un pavillon de diffraction de style JBL orienté verticalement, aboutissant à un guide d'ondes conique (les premières conceptions), ou à un pavillon carré ou rectangulaire avec quatre côtés planaires. Pour le contrôle de la diffusion des médiums, la bouche extérieure est élargie davantage avec une bride courte et évasée dans le style Keele, ou avec des côtés planaires ajoutés d'un angle d'évasement plus important. L'efficacité des basses fréquences n'est pas aussi prononcée que dans la conception à directivité constante. Contrairement aux conceptions précédentes, l'apex apparent, qui est le point focal de la dispersion du motif, n'est pas le même pour chaque fréquence, ce qui donne un front d'onde ellipsoïdal plutôt que sphérique. Pour cette raison,  le Mantaray ne peut être mis en réseau de manière satisfaisante que dans un seul plan (plutôt que dans plusieurs). Ses ruptures brutales de taux d'éruption provoquent des composantes de diffraction, de réflexion et de distorsion.

#### Pavillon bi-radial
En 1980, Keele était chez JBL où il a poussé ses conceptions et celles d'Altec un peu plus loin. Il a accouplé un pavillon à diffraction de style JBL à un pavillon secondaire constitué de côtés à courbure exponentielle dérivés en utilisant deux formules radiales. Il en résulta un pavillon hybride à directivité constante qui était exempt des composantes de distorsion associées aux changements d'angle brusques. Le marché a bien répondu à cette conception dans des produits tels que le moniteur de studio JBL modèle 4430 avec son pavillon haute fréquence bi-radial 100° × 100° modèle 2344 souvent appelé " butt-cheeks ". La conception Bi-Radial avait des problèmes d'apex apparent et d'arrayability de la même manière que le Mantaray.

#### Pavillon Bessel jumelé (Twin Bessel)
Ramsa, la division audio professionnelle de Panasonic Corporation, a introduit un pavillon à directivité constante twin Bessel peu après l'apparition du Mantaray. La conception était très similaire à celle du Mantaray et du Bi-Radial, mais elle utilisait une formule d'expansion de Bessel à double série pour déterminer le taux d'évasement de la section secondaire du pavillon.

#### Caractéristiques des pavillons à directivité constante
La plupart des pavillons à directivité constante populaires (également connus sous le nom de pavillons CD) souffrent de fronts d'onde non sphériques, de limitations en matière d'arrayability et de distorsion à des niveaux élevés de pression acoustique, ainsi que de réflexions et de distorsions liées à la transition entre la fente de diffraction et le pavillon secondaire. Ils tendent vers un rétrécissement du diagramme de dispersion aux fréquences les plus élevées dont les longueurs d'onde approchent la largeur du col ou la largeur de la fente de diffraction.
Comme les hautes fréquences du pavillon CD sont plus étalées sur son diagramme de couverture, elles semblent atténuées par rapport aux autres pavillons. Le pavillon CD nécessite une égalisation d'environ 6 dB par octave avec un genou de filtre centré entre 2 et 4 kHz (selon la conception du pavillon) afin d'obtenir un son neutre et équilibré. La plupart des fabricants de répartiteurs audio électroniques actifs ont répondu à cette exigence en ajoutant un filtre d'amplification de l'égaliseur CD ou un filtre d'étagement des hautes fréquences en option. Par exemple, ce type de circuit était fourni par BSS dans son FDS-310 via des cavaliers internes et par Rane Corp. (en) dans leur AC 22S et AC 23B crossovers. Rane Corp. a permis un plus grand contrôle en façade de deux bandes passantes (" hi-mid " et " high ") en utilisant l'égalisation de pavillon CD, y compris la plage de fréquence balayable sur leur filtre AC 24. D'autres raffinements du processus de filtrage sont disponibles dans les filtres DSP-basés sur un processeur de signal numérique.

#### Directivité constante hybride (HCD)
D'abord publié en décembre 2019 dans un article de Voice Coil puis à la 148e convention de l'AES en juin 2020, Dario Cinanni a présenté une nouvelle famille de cornes.
L'algorithme HCD, déjà utilisé par le logiciel SpeakerLAB Horn.ell.a de 2006, transforme n'importe quelle expansion (exponentielle, sinus hyperbolique, cosinus hyperbolique, caténoïdale, tractrice, sphérique, ou une nouvelle expansion) de pavillon en un pavillon à directivité constante.
Le HCD permet de maintenir la même charge acoustique que l'expansion originale. L'algorithme HCD réduit les réflexions par rapport à un pavillon CD, ou en général par rapport à un pavillon multiflare, offrant une faible distorsion à des niveaux de pression sonore élevés.
Comme le pavillon radial, le HCD offre une directivité constante sur un plan, et plus précisément une directivité constante progressive sur le plan du grand axe de la bouche du pavillon. La progression dépend du rapport d'ouverture sélectionné. Alors que sur le plan du petit axe de la bouche, nous aurons un contour de directivité équivalent à celui d'un pavillon à bouche circulaire (en utilisant la même expansion).

### Pavillon à entrées multiples
En 1996, Ralph D. Heinz de Renkus-Heinz (en) a obtenu un brevet pour un pavillon à entrées multiples (en) qui incorporait plusieurs haut-parleurs pour deux bandes passantes, haute et moyenne, dont les ondes sonores sortaient toutes dans un seul pavillon mais à des distances différentes selon la bande passante. Il était commercialisé sous le nom de cornet "CoEntrant". Les conducteurs de moyennes et hautes fréquences de la ligne de produits ST/STX de Renkus-Heinz sortaient tous deux par un guide d'ondes "Complex Conic". À la fin des années 1990, Thomas J. "Tom" Danley (en) de Sound Physics Labs a commencé à travailler sur un pavillon à trois voies à entrées multiples, mettant sur le marché le SPL-td1 en 2000. La conception utilisait sept haut-parleurs, avec un haut-parleur haute fréquence à la gorge du pavillon, quatre haut-parleurs moyenne fréquence près de la gorge et deux haut-parleurs basse fréquence portés plus près de la bouche du pavillon. En 2001, Tom Danley a commencé à développer le pavillon "Unity" pour Yorkville Sound (en), brevetant l'amélioration en 2002. Après la sortie en 2003 de la ligne Unity de Yorkville, Danley a formé Danley Sound Labs et a développé une amélioration significative par rapport au SPL-td1 appelé le pavillon "Synergy", donnant une réponse en phase et en magnitude sensiblement meilleure ainsi qu'un diagramme polaire plus lisse. La conception du pavillon Synergy promet une plus grande puissance de sortie obtenue à partir d'une enceinte plus petite. Parce que la conception conserve le contrôle du modèle à travers ses régions de croisement et sur une large gamme de sa bande passante totale, et parce que le centre acoustique de la conception est près de l'arrière de l'enceinte, elle est plus facilement combinée dans des réseaux pour des applications de sonorisation.

### Pavillon à guide d'ondes
Le terme "guide d'ondes" est utilisé pour décrire les pavillons à faible charge acoustique, tels que les pavillons cylindriques coniques, quadratiques, sphéroïdaux oblats ou elliptiques. Ils sont conçus davantage pour contrôler le diagramme de rayonnement que pour gagner en efficacité grâce à une meilleure charge acoustique. Tous les pavillons ont un certain contrôle du diagramme, et tous les guides d'ondes fournissent un certain degré de charge acoustique, donc la différence entre un guide d'ondes et un pavillon est une question de jugement.

### Pavillon à guide d'ondes quadratique à gorge
En 1999, Charlie Hughes (en) de Peavey Electronics a déposé un brevet pour un pavillon hybride qu'il a appelé Quadratic-Throat Waveguide. 
Le pavillon était à la base une simple section conique, mais sa gorge était courbée en arc de cercle pour correspondre à la taille de gorge souhaitée afin de s'adapter correctement au haut-parleur. Au lieu d'augmenter la taille de l'embouchure du pavillon avec un évasement pour contrôler la diffusion des médiums, une couche relativement fine de mousse recouvrant le bord de l'embouchure a été trouvée pour atteindre le même objectif. Le guide d'ondes QT, comparé à des cornets CD courants, produit des niveaux inférieurs d'environ 3-4 dB de distorsion de deuxième harmonique sur toutes les fréquences, et des niveaux inférieurs d'environ 9 dB de distorsion de troisième harmonique, plus gênante. N'ayant pas de fente de diffraction, le guide d'ondes QT n'avait pas de problème d'apex apparent, ce qui permettait de le mettre en réseau selon les besoins pour la sonorisation.

### Pavillon à guide d'ondes sphéroïdal obtus
Les conceptions de pavillons à guide d'ondes sphéroïdal obtus (OSWG) améliorent le contrôle du motif de directivité au-dessus de 1 kHz, fournissent une fréquence de directivité plus basse pour mieux correspondre au pilote de milieu de gamme et, comme le prétend l'inventeur, le Dr Earl Geddes, atténuent les modes d'ordre supérieur, une forme de distorsion de phase et d'amplitude. La limitation pratique de la longueur du pavillon n'est explicitement pas abordée par la théorie de l'OSWG.

## Applications

### Utilisation pour la sonorisation et les concerts
Les haut-parleurs à pavillon sont utilisés dans de nombreuses applications audio. Les haut-parleurs des haut-parleurs à pavillon peuvent être très petits, même pour les basses fréquences où les haut-parleurs conventionnels devraient être très grands pour des performances équivalentes. Les haut-parleurs à pavillon peuvent être conçus pour reproduire une large gamme de fréquences à l'aide d'un seul petit haut-parleur ; dans une certaine mesure, ils peuvent être conçus sans nécessiter de crossover.
Les haut-parleurs à pavillon peuvent également être utilisés pour fournir les niveaux de pression acoustique très élevés nécessaires aux applications de sonorisation et de sonorisation, bien que dans ces applications à pression acoustique élevée, la haute-fidélité soit parfois compromise au profit de l'efficacité nécessaire, et également pour les caractéristiques de dispersion contrôlée qui sont généralement requises dans la plupart des espaces à grand volume. Le "Gunness Focusing", une nouvelle méthode permettant de contrer certaines des distorsions du pavillon, en particulier dans le domaine temporel, a été mis au point par Dave Gunness (en) lorsqu'il travaillait pour Eastern Acoustic Works (en) (EAW). Les haut-parleurs à pavillon de chez EAW qui ont été traités avec ce système exclusif présentent une distorsion temporelle réduite du diaphragme du moteur à chambre de compression/bouchon phaseur (en) tout en conservant une puissance de sortie élevée et une dispersion contrôlée,,,,.
Les salles de concert utilisent souvent de grands réseaux de haut-parleurs à pavillon pour la reproduction des basses à haut volume ("bass bins" ou subwoofers), afin de fournir des basses que les spectateurs peuvent non seulement entendre mais aussi ressentir. La combinaison de plusieurs haut-parleurs à pavillon dans un réseau offre les mêmes avantages qu'un pavillon unique avec une plus grande surface de bouche : la coupure des basses fréquences est plus basse lorsque la bouche du pavillon est plus grande, et le réseau a la plus grande puissance de sortie de plusieurs haut-parleurs.

### Théâtres commerciaux

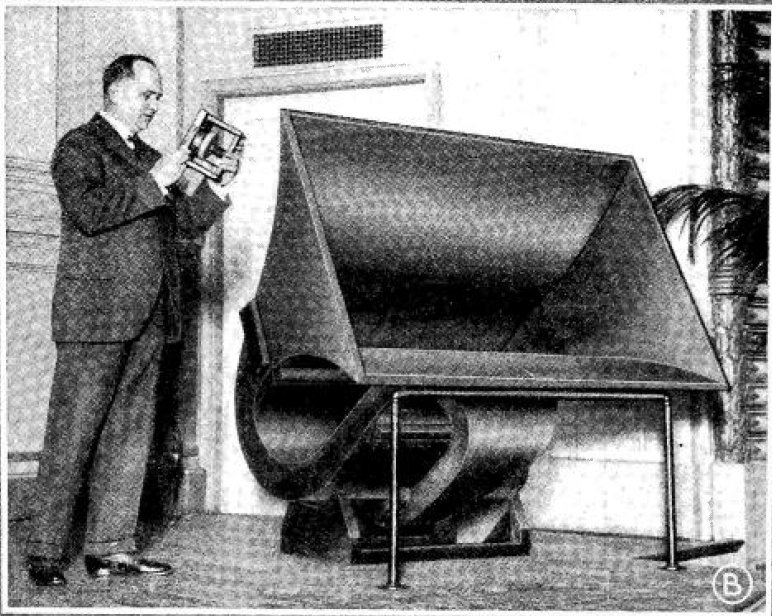
Grand haut-parleur à pavillon de théâtre de 1928 fabriqué par les laboratoires de Bell Telephone à New York, pour la recherche sur le son.

Les salles de cinéma commerciales utilisent souvent des haut-parleurs à pavillon pour le contrôle de la configuration et la sensibilité accrue nécessaire pour remplir une grande salle.

### Audiophiles et utilisation domestique
L'audio grand public utilise des haut-parleurs à pavillon pour contrôler la directivité (pour limiter les réflexions acoustiques des surfaces de la pièce telles que les murs, le sol et le plafond) et pour augmenter la sensibilité.
Les haut-parleurs à pavillon peuvent fournir des rendements très élevés, ce qui en fait un bon choix pour les amplificateurs de très faible puissance, tels que les amplificateurs à triode simple ou les amplificateurs à tube à vide. Après la Seconde Guerre mondiale, certains des premiers amateurs de hi-fi sont allés jusqu'à construire des pavillons à basse fréquence dont les bouches occupaient une grande partie d'un mur de la pièce d'écoute. Les gorges se trouvaient parfois à l'extérieur, sur la pelouse, ou dans la cave. Avec l'arrivée de la stéréo dans les années 1960, cette approche a été rarement vue. Beaucoup d'acheteurs de haut-parleurs et de bricoleurs de haut-parleurs recherchaient des modèles plus petits pour des raisons esthétiques.
Certains audiophiles utilisent des haut-parleurs à pavillon pour la reproduction audio, tandis que d'autres évitent les haut-parleurs à pavillon.